# Paola Došen
Paola Došen (ur. 6 stycznia 1988) – chorwacka siatkarka, grająca jako libero. 
Obecnie występuje w drużynie ŽOK Rijeka.

## Kariera
| Klub       | Kraj      | Od        | Do   |
| ŽOK Rijeka | Chorwacja | 2003–2004 | .... |

## Sukcesy
- Mistrzostwa Chorwacji
  -  2007, 2008, 2009, 2010, 2011